# 南波西米亚博物馆
南波西米亚博物馆（Jihočeské muzeum）是捷克南捷克州首府捷克布杰约维采的一个博物馆。博物馆设于一座新文艺复兴风格的历史建筑中，建于1899–1901年，1903年向公众开放。该馆展现捷克布杰约维采的历史。除主馆外，还设有民间家具展（设于Žumberk堡垒）；马拉铁路博物馆（Muzeum koněspřežky），展现欧洲大陆第一条马拉铁路--捷克布杰约维采–林茨马拉铁路的历史；以及扬·杰式卡纪念碑（Památník Jana Žižky z Trocnova）。

## 常设展览
- 南波希米亚的自然
- 史前史和中世纪早期
- 中世纪
- Žumberk堡垒
- 马拉铁路博物馆
- 扬·杰式卡纪念碑